# Kansas City National Security Campus
Le Kansas City National Security Campus (KCNSC), anciennement connu sous le nom de Kansas City Plant, est un établissement de la National Nuclear Security Administration (NNSA) gérée et exploitée par Honeywell Federal Manufacturing & Technologies qui fabrique « 80 % des composants non nucléaires qui entrent dans l'arsenal nucléaire des États-Unis ».
L'usine produit des composants mécaniques, électroniques et des matériaux techniques non nucléaires pour les systèmes liés à la défense tels que les systèmes d'allumage laser à haute énergie, les microcircuits hybrides à micro-ondes et les dispositifs électromécaniques miniatures. Elle fournit également des services techniques tels que l'analyse métallurgique et mécanique, la chimie analytique, les tests environnementaux, les tests non destructifs, la formation assistée par ordinateur, les simulations et les analyses et la certification technique.

## Histoire
L'histoire de l'établissement remonte à l'usine Pratt & Whitney inaugurée par le sénateur Harry S. Truman en 1942 qui fabriquait des moteurs Double Wasp pendant la Seconde Guerre mondiale. En 1949, la Commission de l'énergie atomique a chargé la Bendix Corporation (en) (plus précisément la Bendix Aviation Corporation) de construire les composants non nucléaires des ogives nucléaires sur place. Bendix est devenue AlliedSignal en 1983, puis Honeywell en 1999. Les travailleurs du site sont représentés par l'Association internationale des machinistes et des travailleurs et travailleuses de l’aérospatiale (IAMAW).

## L'établissement
Depuis 2014 l'établissement est sur le campus de la sécurité nationale de Kansas City, adjacent à l'ancienne base aérienne de Richards-Gebaur, dans des locaux modernes comprenant des locaux de fabrication, de laboratoire, de bureau et d'entrepôt. Ce déménagement a permis au gouvernement d'économiser environ 100 millions de dollars par an en frais d'exploitation et de réduire la consommation d'énergie de plus de 50 %. Le nouvel établissement a été réalisé grâce à un partenariat entre l'état fédéral et le privé.
Le KCNSC comporte également le New Mexico Operations (NMO), unité fondée en 1964 dans le cadre de l'U.S. Atmospheric Nuclear Testing Readiness, située à Albuquerque au Nouveau-Mexique, qui a rejoint l'établissement trente ans plus tard.